# Список Героев Советского Союза (Гаркуша — Гнидаш)
В настоящем списке представлены в алфавитном порядке все Герои Советского Союза, чьи фамилии начинаются с буквы «Г» (всего 756 человек, из них 15 удостоены звания дважды). Список содержит даты Указов Президиума Верховного Совета СССР о присвоении звания, информацию о роде войск, должности и воинском звании Героев на дату представления к присвоению звания Героя Советского Союза, годах их жизни.
Ударения в фамилиях Героев приведены по книге «Герои Советского Союза: Краткий биографический словарь / Пред. ред. коллегии И. Н. Шкадов. — М.: Воениздат, 1987. — Т. 1 /Абаев — Любичев/. — 911 с. — 100 000 экз. — ISBN отс., Рег. № в РКП 87-95382.».
- Персиковым цветом  в таблице выделены Герои, удостоенные звания дважды и более раз.
- Серым цветом  в таблице выделены Герои, представленные к званию посмертно.

| Навигационная таблица | Навигационная таблица                |
| --------------------- | ------------------------------------ |
| «Г»                   | Габайдулин Геннадий — Гаркуша Кузьма |
| «Г»                   | Гаркуша Николай — Гнидаш Кузьма      |
| «Г»                   | Гнидо Пётр — Горбач Михаил           |
| «Г»                   | Горбач Феодосий — Грецкий Пётр       |
| «Г»                   | Гречаный Парфентий — Губанов Николай |
| «Г»                   | Губарев Алексей — Гущин Фёдор        |

| № п/п | Фамилия Имя Отчество                                                                                            | Дата Указа            | Род войск    | Должность | Звание                                          | Годы жизни                                 | БС ГС НЛ                        |
| ----- | --- | --------------------- | ------------ | --- | ----------------------------------------------- | ------------------------------------------ | ------------------------------- |
| 127   | Гарку́ша Николай Евтихиевич укр. Гаркуша Микола Євтихійович                                                      | 23.10.1943            | пехота       | командир 1129-го стрелкового полка 337-й стрелковой дивизии 40-й армии Воронежского фронта | майор                                           | 12.12.1905 — 17.12.1944                    | [ БС 1 ] [ ГС 1 ] [ НЛ 1 ]      |
| 128   | Гарку́ша Фёдор Иванович укр. Гаркуша Федір Іванович                                                              | 22.02.1944            | пехота       | командир взвода конной разведки 224-го гвардейского стрелкового полка 72-й гвардейской стрелковой дивизии 7-й гвардейской армии Степного фронта | гвардии лейтенант                               | 17.02.1920 — 06.02.1996                    | [ БС 1 ] [ ГС 2 ] [ НЛ 2 ]      |
| 129   | Гарку́ша Яков Филиппович                                                                                         | 10.04.1945            | танкист      | командир танкового взвода 237-й танковой бригады 31-го танкового корпуса 5-й гвардейской армии 1-го Украинского фронта | младший лейтенант                               | 27.12.1915 — 01.02.1977                    | [ БС 1 ] [ ГС 3 ] [ НЛ 3 ]      |
| 130   | Гарма́ев Гармажап Аюрович (Гармаев Гармажай Аюрович) бур. Гармаев Гармажаб                                       | 11.04.1940            | пехота       | пулемётчик 257-го стрелкового полка 7-й стрелковой дивизии 7-й армии Северо-Западного фронта | красноармеец                                    | 05.06.1916 — 16.07.1945                    | ——                              |
| 131   | Гармо́за Михаил Михайлович бел. Гармоза Міхаіл Міхайлавіч                                                        | 21.04.1940            | морской флот | наводчик орудия 152-миллиметровой гаубичной батареи берегового отряда сопровождения Балтийского флота | краснофлотец                                    | 19.08.1917 — 24.06.1985                    | ——                              |
| 132   | Гарна́ев Юрий Александрович                                                                                      | 21.08.1964            | авиация      | лётчик-испытатель Лётно-исследовательского института | —                                               | 17.12.1917 — 06.08.1967                    | ——                              |
| 133   | Гарни́зов Михаил Тихонович                                                                                       | 10.01.1944            | пехота       | помощник наводчика пулемёта 200-го гвардейского стрелкового полка 68-й гвардейской стрелковой дивизии 4-й гвардейской армии Воронежского фронта | гвардии сержант                                 | 1924 — 28.08.1943                          | [ БС 1 ] [ ГС 7 ] [ НЛ 4 ]      |
| 134   | Гарфу́нкин Григорий Соломонович                                                                                  | 10.01.1944            | пехота       | разведчик разведывательного взвода 183-й танковой бригады 10-го танкового корпуса 40-й армии Воронежского фронта | красноармеец                                    | 06.08.1920 — 22.09.1943                    | [ БС 2 ] [ ГС 8 ] [ НЛ 5 ]      |
| 135   | Га́сников Михаил Иванович                                                                                        | 24.03.1945            | пехота       | командир батальона 130-го гвардейского стрелкового полка 44-й гвардейской стрелковой дивизии 65-й армии 1-го Белорусского фронта | гвардии капитан                                 | 10.01.1920 — 04.10.1989                    | [ БС 3 ] [ ГС 9 ] [ НЛ 6 ]      |
| 136   | Гасоя́н Владимир Бадоевич                                                                                        | 06.02.1984            | авиация      | штурман экипажа самолёта Ту-134А управления гражданской авиации Тбилисского авиационного предприятия | —                                               | род. 05.10.1953                            | ——                              |
| 137   | Гасте́лло Николай Францевич                                                                                      | 26.07.1941            | авиация      | командир эскадрильи 207-го дальнего бомбардировочного полка 42-й авиационной дивизии 3-го авиационного корпуса Дальнебомбардировочной авиации | капитан                                         | 06.05.1908 — 26.06.1941                    | [ БС 3 ] [ ГС 11 ] [ НЛ 7 ]     |
| 138   | Гатау́ллин Анвар тат. Гатауллин Әнвәр Җиһангир улы                                                               | 18.08.1945            | авиация      | командир звена 99-го гвардейского отдельного разведывательного авиационного полка 15-й воздушной армии 2-го Прибалтийского фронта | гвардии старший лейтенант                       | 23.02.1923 — 26.08.1994                    | [ БС 3 ] [ ГС 12 ] [ НЛ 8 ]     |
| 139   | Гатиату́ллин Шакир Юсупович баш. Ғәтиәтуллин Шакир Йосоп улы                                                     | 15.01.1944            | кавалерия    | помощник командира сабельного взвода 58-го гвардейского кавалерийского полка 16-й гвардейской кавалерийской дивизии 7-го гвардейского кавалерийского корпуса 61-й армии Центрального фронта | гвардии старший сержант                         | 21.09.1916 — 21.07.1972                    | [ БС 3 ] [ ГС 13 ] [ НЛ 9 ]     |
| 140   | Гафиату́ллин Газинур Гафиатуллович (Гафиятуллин Газинур Гафиятович) тат. Гафиатуллин Газинур Гафиатулла улы      | 04.06.1944            | пехота       | заместитель командира отделения 20-го стрелкового полка 37-й стрелковой дивизии 22-й армии 2-го Прибалтийского фронта | сержант                                         | 13.01.1913 — 14.01.1944                    | [ БС 4 ] [ ГС 14 ] [ НЛ 10 ]    |
| 141   | Гахоки́дзе Михаил Леванович груз. გახოკიძე მიხეილ                                                                | 20.06.1942            | комиссар     | политрук роты 386-й стрелковой дивизии Приморской армии Северо-Кавказского фронта | младший политрук                                | 19.04.1909 — 31.12.1972                    | [ БС 5 ] [ ГС 15 ] [ НЛ 11 ]    |
| 142   | Га́шева Руфина Сергеевна                                                                                         | 23.02.1945            | авиация      | штурман эскадрильи 46-го гвардейского ночного бомбардировочного авиационного полка 325-й ночной бомбардировочной авиационной дивизии 4-й воздушной армии 2-го Белорусского фронта | гвардии старший лейтенант                       | 14.10.1921 — 01.05.2012                    | [ БС 5 ] [ ГС 16 ] [ НЛ 12 ]    |
| 143   | Гашко́в Алексей Вениаминович                                                                                     | 29.06.1945            | авиация      | штурман звена 386-го ночного бомбардировочного авиационного полка 314-й ночной бомбардировочной авиационной дивизии 3-й воздушной армии 3-го Белорусского фронта | лейтенант                                       | 13.03.1918 — 22.11.1980                    | [ БС 5 ] [ ГС 17 ] [ НЛ 13 ]    |
| 144   | Гванцела́дзе Владимир Васильевич груз. გვანცელაძე ვლადიმერ                                                       | 03.06.1944            | инженер      | сапёр 91-го отдельного инженерно-сапёрного батальона 47-й армии Воронежского фронта | красноармеец                                    | 03.03.1919 — 22.06.1970                    | [ БС 5 ] [ ГС 18 ] [ НЛ 14 ]    |
| 145   | Гвенца́дзе Иван Николаевич груз. გვენცაძე ივანე                                                                  | 17.05.1944            | артиллерия   | командир батареи 33-го гвардейского артиллерийского полка 14-й гвардейской стрелковой дивизии 57-й армии Степного фронта | гвардии лейтенант                               | 23.04.1907 — 1990                          | [ БС 5 ] [ ГС 19 ] [ НЛ 15 ]    |
| 146   | Гво́здев Алексей Фёдорович                                                                                       | 24.03.1945            | танкист      | командир танкового взвода 3-й танковой бригады 23-го танкового корпуса 2-го Украинского фронта | старший лейтенант                               | 18.08.1923 — 25.01.1984                    | [ БС 5 ] [ ГС 20 ] [ НЛ 16 ]    |
| 147   | Гво́здев Иван Владимирович                                                                                       | 25.10.1938            | комиссар     | помощник по комсомолу начальника политотдела 40-й стрелковой дивизии 1-й Приморской армии Дальневосточного фронта | политрук                                        | 11.01.1908 — 07.08.1938                    | ——                              |
| 148   | Ге́врик Григорий Фёдорович укр. Геврик Григорій Федорович                                                        | 29.06.1945            | пехота       | командир отделения станковых пулемётов 330-го гвардейского стрелкового полка 129-й гвардейской стрелковой дивизии 1-й гвардейской армии 4-го Украинского фронта | гвардии младший сержант                         | 30.11.1925 — 29.03.1945                    | [ БС 6 ] [ ГС 22 ] [ НЛ 17 ]    |
| 149   | Гегеши́дзе Аркадий Спиридонович груз. გეგეშიძე არკადი                                                            | 23.10.1942            | морской флот | командир батальона 7-й бригады морской пехоты Приморской армии Кавказского фронта | капитан                                         | 15.02.1902 — 10.01.1973                    | [ БС 7 ] [ ГС 23 ] [ НЛ 18 ]    |
| 150   | Гегжна́с Болеслав Доминикович лит. Gėgžnas Boleslovas                                                            | 24.03.1945            | пехота       | командир взвода 18-й отдельной разведывательной роты 16-й стрелковой дивизии 2-й гвардейской армии 1-го Прибалтийского фронта | старший сержант                                 | 1906 — 19.05.1952                          | [ БС 7 ] [ ГС 24 ] [ НЛ 19 ]    |
| 151   | Ге́йбо Иосиф Иванович                                                                                            | 28.04.1945            | авиация      | командир 6-й гвардейской истребительной авиационной дивизии 3-го гвардейского истребительного авиационного корпуса 5-й воздушной армии 2-го Украинского фронта | гвардии полковник                               | 25.04.1910 — 16.04.1992                    | [ БС 7 ] [ ГС 25 ] [ НЛ 20 ]    |
| 152   | Геле́та Василий Архипович укр. Гелета Василь Архипович                                                           | 27.06.1945            | авиация      | штурман эскадрильи 797-го бомбардировочного авиационного полка 202-й бомбардировочной авиационной дивизии 4-го бомбардировочного авиационного корпуса 2-й воздушной армии 1-го Украинского фронта | старший лейтенант                               | 08.05.1918 — 11.10.1981                    | [ БС 7 ] [ ГС 26 ] [ НЛ 21 ]    |
| 153   | Ге́льман Полина Владимировна ивр. פולינה גלמן‎                                                                    | 15.05.1946            | авиация      | начальник связи авиационной эскадрильи 46-го гвардейского ночного бомбардировочного авиационного полка 325-й ночной бомбардировочной авиационной дивизии 4-й воздушной армии 2-го Белорусского фронта | гвардии старший лейтенант                       | 24.10.1919 — 29.11.2005                    | [ БС 7 ] [ ГС 27 ] [ НЛ 22 ]    |
| 154   | Ге́льферг Семён Григорьевич ивр. סמיון גריגורייביץ' גלפרג‎                                                        | 17.11.1943            | пехота       | командир отделения мотострелкового батальона 69-й механизированной бригады 9-й механизированного корпуса 3-й гвардейской танковой армии Воронежского фронта | младший сержант                                 | 1924 — 29.09.1943                          | [ БС 7 ] [ ГС 28 ] [ НЛ 23 ]    |
| 155   | Ге́ндреус Генрих Иосипович (Хиндреус Хейнрих) эст. Hindreus Heinrich                                             | 15.01.1944            | пехота       | командир пулемётного отделения 234-го гвардейского стрелкового полка 76-й гвардейской стрелковой дивизии 61-й армии Центрального фронта | гвардии сержант                                 | 05.09.1922 — 14.04.1994                    | [ БС 7 ] [ ГС 29 ] [ НЛ 24 ]    |
| 156   | Генера́лов Алексей Петрович                                                                                      | 02.11.1944            | артиллерия   | командир миномётной роты 28-го гвардейского стрелкового полка 10-й гвардейской стрелковой дивизии 14-й армии Карельского фронта | гвардии капитан                                 | 03.10.1917 — 13.10.1944                    | [ БС 8 ] [ ГС 30 ] [ НЛ 25 ]    |
| 157   | Генера́лов Евгений Иванович                                                                                      | 15.01.1944            | пехота       | заместитель командира батальона 32-го гвардейского стрелкового полка 12-й гвардейской стрелковой дивизии 61-й армии Центрального фронта | гвардии капитан                                 | 21.03.1919 — 01.07.1997                    | [ БС 9 ] [ ГС 31 ] [ НЛ 26 ]    |
| 158   | Герасиме́нко Емельян Иванович                                                                                    | 22.02.1944            | артиллерия   | командир миномётного расчёта 818-го стрелкового полка 31-й стрелковой дивизии 46-й армии Юго-Западного фронта | старший сержант                                 | 19.08.1912 — 05.09.1964                    | [ БС 9 ] [ ГС 32 ] [ НЛ 27 ]    |
| 159   | Герасиме́нко Иван Саввич укр. Герасименко Іван Савович                                                           | 21.02.1944            | пехота       | командир отделения 299-го стрелкового полка 225-й стрелковой дивизии 52-й армии Волховского фронта | сержант                                         | 1913 — 29.01.1942                          | [ БС 9 ] [ ГС 33 ] [ НЛ 28 ]    |
| 160   | Герасиме́нко Михаил Корнеевич                                                                                    | 22.02.1944            | пехота       | стрелок 178-го гвардейского стрелкового полка 60-й гвардейской стрелковой дивизии 6-й армии 3-го Украинского фронта | гвардии старший сержант                         | 03.07.1922 — 03.08.1976                    | [ БС 9 ] [ ГС 34 ] [ НЛ 29 ]    |
| 161   | Герасиме́нко Прокопий Михайлович укр. Герасименко Прокіп Михайлович                                              | 22.07.1944            | пехота       | командир 47-й армейской штрафной роты 43-й армии 1-го Прибалтийского фронта | капитан                                         | 20.04.1914 — 22.06.1944                    | [ БС 9 ] [ ГС 35 ] [ НЛ 30 ]    |
| 162   | Гера́симов Вадим Анатольевич                                                                                     | 10.01.1944            | связисты     | старший телефонист взвода связи 4-го гвардейского воздушно-десантного полка 2-й гвардейской воздушно-десантной дивизии 60-й армии Воронежского фронта | гвардии старший сержант                         | 16.02.1921 — 12.12.1943                    | [ БС 9 ] [ ГС 36 ] [ НЛ 31 ]    |
| 163   | Гера́симов Владимир Иванович                                                                                     | 24.03.1945            | пехота       | командир отделения моторизованного батальона автоматчиков 18-й гвардейской танковой бригады 3-го гвардейского танкового корпуса 5-й гвардейской танковой армии 1-го Прибалтийского фронта | гвардии старший сержант                         | 28.12.1925 — 24.04.2009                    | [ БС 10 ] [ ГС 37 ] [ НЛ 32 ]   |
| 164   | Гера́симов Григорий Васильевич                                                                                   | 24.03.1945            | артиллерия   | наводчик орудия 649-го истребительно-противотанкового артиллерийского полка 13-й истребительно-противотанковой артиллерийской бригады РГК в составе 3-й армии 2-го Белорусского фронта | младший сержант                                 | 27.07.1925 — 27.08.1944                    | [ БС 11 ] [ ГС 38 ] [ НЛ 33 ]   |
| 165   | Гера́симов Дмитрий Антонович                                                                                     | 17.11.1943            | пехота       | пулемётчик 6-го гвардейского стрелкового полка 2-й гвардейской стрелковой дивизии 56-й армии Северо-Кавказского фронта | гвардии красноармеец                            | 16.04.1916 — 02.11.2006                    | [ БС 11 ] [ ГС 39 ] [ НЛ 34 ]   |
| 166   | Гера́симов Иван Александрович                                                                                    | 10.01.1944            | артиллерия   | наводчик орудия 1666-го истребительного противотанкового артиллерийского полка 38-й армии Воронежского фронта | гвардии красноармеец                            | 04.01.1923 — 21.03.1968                    | [ БС 11 ] [ ГС 40 ] [ НЛ 35 ]   |
| 167   | Гера́симов Иван Николаевич                                                                                       | 26.10.1944            | авиация      | заместитель командира и штурман эскадрильи 809-го штурмового авиационного полка 264-й штурмовой авиационной дивизии 5-го штурмового авиационного корпуса 2-й воздушной армии 1-го Украинского фронта | капитан                                         | 27.11.1921 — 09.10.2002                    | [ БС 11 ] [ ГС 41 ] [ НЛ 36 ]   |
| 168   | Гера́симов Иннокентий Петрович                                                                                   | 05.11.1942            | комиссар     | военный комиссар роты противотанковых ружей 101-го гвардейского стрелкового полка 35-й гвардейской стрелковой дивизии 62-й армии Сталинградского фронта | политрук                                        | 22.12.1918 — 06.10.1992                    | [ БС 11 ] [ ГС 42 ] [ НЛ 37 ]   |
| 169   | Гера́симов Михаил Николаевич                                                                                     | 03.06.1944            | связисты     | командир взвода связи 525-й отдельной роты связи 19-й стрелковой дивизии 57-й армии 3-го Украинского фронта | старшина                                        | 17.06.1915 — 22.03.2003                    | [ БС 11 ] [ ГС 43 ] [ НЛ 38 ]   |
| 170   | Гера́симов Николай Семёнович                                                                                     | 22.02.1939            | авиация      | командир звена истребителей И-16 ВВС Испанской республики | лейтенант                                       | 06.12.1911 — 29.06.1960                    | ——                              |
| 171   | Гера́симов Сергей Дмитриевич                                                                                     | 19.08.1944            | авиация      | командир эскадрильи 136-го гвардейского штурмового авиационного полка 1-й гвардейской штурмовой авиационной дивизии 1-й воздушной армии 3-го Белорусского фронта | гвардии майор                                   | 07.10.1915 — 10.08.1944                    | [ БС 12 ] [ ГС 45 ] [ НЛ 39 ]   |
| 172   | Гера́симов Филипп Филиппович                                                                                     | 14.06.1942            | авиация      | командир звена 6-го гвардейского истребительного авиационного полка ВВС Черноморского флота | гвардии лейтенант                               | 19.12.1921 — 04.11.1991                    | [ БС 13 ] [ ГС 46 ] [ НЛ 40 ]   |
| 173   | Герасимчу́к Давид Иванович укр. Герасимчук Давид Іванович                                                        | 29.06.1945            | пехота       | командир 88-го гвардейского стрелкового полка 33-й гвардейской стрелковой дивизии 43-й армии 3-го Белорусского фронта | гвардии подполковник                            | 15.05.1916 — 27.04.1978                    | [ БС 13 ] [ ГС 47 ] [ НЛ 41 ]   |
| 174   | Гера́син Валентин Васильевич                                                                                     | 24.03.1945            | пехота       | командир взвода автоматчиков 97-го гвардейского стрелкового полка 31-й гвардейской стрелковой дивизии 11-й гвардейской армии 3-го Белорусского фронта | гвардии младший лейтенант                       | 25.11.1923 — 25.02.2004                    | [ БС 13 ] [ ГС 48 ] [ НЛ 42 ]   |
| 175   | Гера́ськин Александр Иванович                                                                                    | 24.03.1945            | кавалерия    | командир 30-го гвардейского кавалерийского полка 9-й гвардейской кавалерийской дивизии 4-го гвардейского кавалерийского корпуса 1-го Белорусского фронта | гвардии подполковник                            | 23.08.1913 — 06.09.1962                    | [ БС 13 ] [ ГС 49 ] [ НЛ 43 ]   |
| 176   | Гера́ськин Дмитрий Семёнович                                                                                     | 17.11.1943            | пехота       | командир отделения мотострелкового батальона 69-й механизированной бригады 9-й механизированного корпуса 3-й гвардейской танковой армии Воронежского фронта | сержант                                         | 1911 — 23.09.1943                          | [ БС 13 ] [ ГС 50 ] [ НЛ 44 ]   |
| 177   | Гера́щенко Иван Абрамович                                                                                        | 31.05.1945            | пехота       | автоматчик 694-го стрелкового полка 383-й стрелковой дивизии 33-й армии 1-го Белорусского фронта | сержант                                         | 1920 — 28.04.1945                          | [ БС 14 ] [ ГС 51 ] [ НЛ 45 ]   |
| 178   | Гера́щенко Михаил Моисеевич укр. Геращенко Михайло Мойсейович                                                    | 17.10.1943            | пехота       | командир взвода 1035-го стрелкового полка 280-й стрелковой дивизии 60-й армии Центрального фронта | лейтенант                                       | 06.09.1906 — 28.06.1972                    | [ БС 15 ] [ ГС 52 ] [ НЛ 46 ]   |
| 179   | Герби́нский Павел Яковлевич укр. Гербинский Павло Якович                                                         | 01.05.1957            | авиация      | старший лётчик-испытатель Новосибирского авиационного завода | —                                               | 02.06.1914 — 13.07.1955                    | ——                              |
| 180   | Герге́ль Андрей Прокофьевич укр. Гергель Андрій Прокопович                                                       | 22.07.1944            | комиссар     | заместитель по политической части командира 199-го гвардейского стрелкового полка 67-й гвардейской стрелковой дивизии 6-й гвардейской армии 1-го Прибалтийского фронта | гвардии майор                                   | 22.08.1910 — 24.12.1991                    | [ БС 15 ] [ ГС 54 ] [ НЛ 47 ]   |
| 181   | Ге́рман Александр Викторович                                                                                     | 02.04.1944            | партизан     | активный участник партизанской борьбы в Ленинградской области, командир 3-й Ленинградской партизанской бригады | майор                                           | 24.05.1915 — 06.09.1943                    | [ БС 15 ] [ ГС 55 ] [ НЛ 48 ]   |
| 182   | Ге́рман Александр Миронович                                                                                      | 24.03.1945            | кавалерия    | командир взвода 121-го кавалерийского полка 32-й кавалерийской дивизии 3-го гвардейский кавалерийский корпуса 3-го Белорусского фронта | лейтенант                                       | 29.06.1908 — 02.01.1959                    | [ БС 15 ] [ ГС 56 ] [ НЛ 49 ]   |
| 183   | Ге́рман Григорий Иванович укр. Герман Григорій Іванович                                                          | 28.09.1943            | авиация      | заместитель командира эскадрильи 42-го истребительного авиационного полка 240-й истребительной авиационной дивизии 3-й воздушной армии Калининского фронта | лейтенант                                       | 26.02.1917 — 06.06.2006                    | [ БС 15 ] [ ГС 57 ] [ НЛ 50 ]   |
| 184   | Ге́рман Иван Моисеевич укр. Герман Іван Мойсейович                                                               | 24.08.1943            | авиация      | командир эскадрильи 70-го гвардейского штурмового авиационного полка 3-й гвардейской штурмовой авиационной дивизии 6-й воздушной армии Северо-Западного фронта | гвардии капитан                                 | 23.09.1915 — 04.07.2000                    | [ БС 16 ] [ ГС 58 ] [ НЛ 51 ]   |
| 185   | Герма́шев Иван Васильевич                                                                                        | 28.08.1944            | пехота       | командир взвода 30-го стрелкового полка 102-й стрелковой дивизии 48-й армии 1-го Белорусского фронта | старший лейтенант                               | 24.11.1914 — 15.08.1979                    | [ БС 17 ] [ ГС 59 ] [ НЛ 52 ]   |
| 186   | Гермашевский Мирослав пол. Hermaszewski Mirosław                                                                | 05.07.1978            | космонавт    | космонавт-исследователь космического корабля «Союз-30» и орбитальной станции «Салют-6»; первый космонавт Польской Народной Республики | —                                               | 15.09.1941 — 12.12.2022                    | ——                              |
| 187   | Ге́ртман Павел Андреевич укр. Гертман Павло Андрійович                                                           | 18.05.1943            | пехота       | стрелок 78-го гвардейского стрелкового полка 25-й гвардейской стрелковой дивизии 6-й армии Юго-Западного фронта | гвардии красноармеец                            | 1911 — 05.03.1943                          | [ БС 17 ] [ ГС 61 ] [ НЛ 53 ]   |
| 188   | Гесь Григорий Иванович укр. Гесь Григорій Іванович                                                              | 10.10.1951            | авиация      | командир эскадрильи 176-го гвардейского истребительного авиационного полка 324-й истребительной авиационной дивизии | гвардии капитан                                 | 07.04.1916 — 07.01.1968                    | ——                              |
| 189   | Ге́тман Андрей Лаврентьевич укр. Гетьман Андрій Лаврентійович                                                    | 07.05.1965            | генерал      | председатель Центрального комитета ДОСААФ СССР | генерал армии                                   | 05.10.1903 — 08.04.1987                    | ——                              |
| 190   | Ге́тман Иван Иванович укр. Гетьман Іван Іванович                                                                 | 03.02.1940            | —            | кочегар ледокольного парохода «Георгий Седов» Главсевморпути | —                                               | 05.06.1913 — 27.01.1943 (пропал без вести) | ——                              |
| 191   | Гетц Борис Гаврилович                                                                                           | 17.11.1943            | пехота       | стрелок мотострелкового пулемётного батальона 54-й гвардейской танковой бригады 7-го гвардейского танкового корпуса 3-й гвардейской танковой армии Воронежского фронта | сержант                                         | 10.12.1925 — 2002                          | [ БС 17 ] [ ГС 65 ] [ НЛ 54 ]   |
| 192   | Ге́тьман Семён Григорьевич укр. Гетьман Семен Григорович                                                         | 04.10.1941            | авиация      | командир 4-го штурмового авиационного полка 11-й смешанной авиационной дивизии Западного фронта | майор                                           | 28.01.1903 — 30.08.1985                    | ——                              |
| 193   | Гиза́тов Ширван Адиатович тат. Гыйззәтов Ширвән Адият улы                                                        | 24.03.1945            | пехота       | командир взвода 795-го стрелкового полка 228-й стрелковой дивизии 53-й армии 2-го Украинского фронта | лейтенант                                       | 01.09.1904 — 30.12.1944                    | [ БС 20 ] [ ГС 67 ] [ НЛ 55 ]   |
| 194   | Гизату́лин Минулла Сунгатович тат. Гыйззәтуллин Миңнулла Сөнгать улы                                             | 23.09.1944            | пехота       | автоматчик мотострелкового батальона 20-й гвардейской механизированной бригады 8-й гвардейский механизированного корпуса 1-й гвардейской танковой армии 1-го Украинского фронта | гвардии красноармеец                            | 10.11.1925 — 26.09.1993                    | [ БС 20 ] [ ГС 68 ] [ НЛ 56 ]   |
| 195   | Гизату́ллин Абдулла Губайдуллович (Гизатуллин Абдулла Гайбадуллович) тат. Гыйззәтуллин Абдулла Гыйбадулла улы    | 15.01.1944            | кавалерия    | командир отделения 60-го гвардейского кавалерийского полка 16-й гвардейской кавалерийской дивизии 7-го гвардейского кавалерийского корпуса 61-й армии Центрального фронта | гвардии сержант                                 | 05.05.1904 — 15.03.1945                    | [ БС 20 ] [ ГС 69 ] [ НЛ 57 ]   |
| 196   | Гизату́ллин Хамазан Гатауллович (Гизатулин Хамазан Гатауллович) тат. Гыйззәтуллин Хамазан Гатаулла улы           | 30.10.1943            | артиллерия   | командир орудия 63-го отдельного истребительного противотанкового дивизиона 106-й стрелковой дивизии 65-й армии Центрального фронта | старший сержант                                 | 10.05.1921 — 19.11.2007                    | [ БС 20 ] [ ГС 70 ] [ НЛ 58 ]   |
| 197   | Гильду́нин Борис Константинович                                                                                  | 26.10.1943            | инженер      | командир 89-го гвардейского отдельного сапёрного батальона 78-й гвардейской стрелковой дивизии 7-й гвардейской армии Степного фронта | гвардии старший лейтенант                       | 02.03.1916 — 06.08.1989                    | [ БС 20 ] [ ГС 71 ] [ НЛ 59 ]   |
| 198   | Гильмутди́нов Гайфутдин Гильмутдинович тат. Гыйлметдинов Гайфетдин Гыйлметдин улы                                | 19.03.1944            | пехота       | командир пулемётного отделения 120-го гвардейского стрелкового полка 39-й гвардейской стрелковой дивизии 8-й гвардейской армии 3-го Украинского фронта | гвардии сержант                                 | 13.01.1913 — июнь 1944 (пропал без вести)  | [ БС 20 ] [ ГС 72 ] [ НЛ 60 ]   |
| 199   | Гилязетди́нов Тазетдин Багаутдинович (Гилязетдинов Тази Багаутдинович) баш. Ғиләжетдинов Тажетдин Баһауетдин улы | 24.03.1945            | артиллерия   | командир огневого взвода батареи 76-мм пушек 665-го стрелкового полка 216-й стрелковой дивизии 51-й армии 4-го Украинского фронта | лейтенант                                       | 02.05.1924 — 14.08.2012                    | [ БС 20 ] [ ГС 73 ] [ НЛ 61 ]   |
| 200   | Гинияту́ллин Габбас Гиниятуллович тат. Гыйниятуллин Габбас Гыйниятулла улы                                       | 17.11.1943            | пехота       | командир отделения противотанковых ружей 69-й механизированной бригады 9-го механизированного корпуса 3-й гвардейской танковой армии Воронежского фронта | сержант                                         | 15.05.1905 — 13.04.1968                    | [ БС 20 ] [ ГС 74 ] [ НЛ 62 ]   |
| 201   | Гинто́вт Витольд Михайлович бел. Гінтаўт Вітольд Міхайлавіч                                                      | 24.04.1944            | танкист      | механик-водитель танка Т-34 45-й гвардейской танковой бригады 11-го гвардейского танкового корпуса 1-й танковой армии 1-го Украинского фронта | гвардии старшина                                | 07.03.1922 — 27.09.1987                    | [ БС 21 ] [ ГС 75 ] [ НЛ 63 ]   |
| 202   | Ги́рин Дмитрий Андреевич                                                                                         | 27.02.1945            | танкист      | механик-водитель самоходной артиллерийской установки СУ-100 393-го гвардейского самоходного артиллерийского полка 12-го гвардейского танкового корпуса 2-й гвардейской танковой армии 1-го Белорусского фронта | гвардии старший сержант                         | 1921 — 27.03.1973                          | [ БС 21 ] [ ГС 76 ] [ НЛ 64 ]   |
| 203   | Ги́рин Михаил Никитович                                                                                          | 17.10.1943            | инженер      | командир сапёрного отделения 168-го отдельного сапёрного батальона 121-й стрелковой дивизии 60-й армии Центрального фронта | старшина                                        | 15.05.1923 — 10.07.1988                    | [ БС 21 ] [ ГС 77 ] [ НЛ 65 ]   |
| 204   | Ги́рич Андрей Иванович укр. Гирич Андрій Іванович                                                                | 23.02.1945            | авиация      | командир эскадрильи 486-го истребительного авиационного полка 279-й истребительной авиационной дивизии 5-й воздушной армии 2-го Украинского фронта | майор                                           | 28.12.1918 — 11.04.1973                    | [ БС 21 ] [ ГС 78 ] [ НЛ 66 ]   |
| 205   | Глава́цкий Георгий Константинович укр. Главацький Георгій Костянтинович                                          | 20.06.1942            | комиссар     | военный комиссар батальона 381-го стрелкового полка 109-й стрелковой дивизии Отдельной Приморской армии | политрук                                        | 06.09.1907 — 14.09.1990                    | [ БС 21 ] [ ГС 79 ] [ НЛ 67 ]   |
| 206   | Глаго́лев Василий Васильевич                                                                                     | 01.11.1943            | генерал      | командующий войсками 46-й армии 3-го Украинского фронта | генерал-лейтенант                               | 21.02.1896 — 21.09.1947                    | [ БС 21 ] [ ГС 80 ] [ НЛ 68 ]   |
| 207   | Гладко́в Александр Васильевич                                                                                    | 06.04.1945            | генерал      | командир 112-й стрелковой дивизии 13-й армии 1-го Украинского фронта | генерал-майор                                   | 22.06.1902 — 03.04.1969                    | [ БС 21 ] [ ГС 81 ] [ НЛ 69 ]   |
| 208   | Гладко́в Борис Васильевич                                                                                        | 24.03.1945            | танкист      | командир танка 21-й гвардейской танковой бригады 5-го гвардейского танкового корпуса 6-й танковой армии 2-го Украинского фронта | гвардии младший лейтенант                       | 25.12.1922 — 13.04.1945                    | [ БС 22 ] [ ГС 82 ] [ НЛ 70 ]   |
| 209   | Гладко́в Василий Дмитриевич                                                                                      | 31.05.1945            | кавалерия    | командир 35-го гвардейского кавалерийского полка 17-й гвардейской кавалерийской дивизии 2-го гвардейского кавалерийского корпуса 1-го Белорусского фронта | гвардии подполковник                            | 12.01.1907 — 05.04.1981                    | [ БС 23 ] [ ГС 83 ] [ НЛ 71 ]   |
| 210   | Гладко́в Василий Фёдорович                                                                                       | 17.11.1943            | пехота       | командир 318-й горнострелковой дивизии 18-й армии Северо-Кавказского фронта | полковник                                       | 10.04.1898 — 18.08.1981                    | [ БС 23 ] [ ГС 84 ] [ НЛ 72 ]   |
| 211   | Гладко́в Стефан Яковлевич                                                                                        | 15.01.1944            | артиллерия   | командир отделения противотанковых ружей 7-го гвардейского истребительно-противотанкового дивизиона 7-го гвардейского кавалерийского корпуса 61-й армии Центрального фронта | гвардии сержант                                 | 20.09.1907 — 12.11.1975                    | [ БС 23 ] [ ГС 85 ] [ НЛ 73 ]   |
| 212   | Гла́душ Фёдор Филиппович укр. Гладуш Федір Пилипович                                                             | 24.03.1945            | танкист      | заместитель по строевой части командира батальона 49-й гвардейской танковой бригады 12-го гвардейского танкового корпуса 2-й гвардейской танковой армии 1-го Белорусского фронта | гвардии капитан                                 | 12.09.1913 — 10.11.1995                    | [ БС 23 ] [ ГС 86 ] [ НЛ 74 ]   |
| 213   | Гла́дышев Николай Александрович                                                                                  | 21.07.1944            | инженер      | командир отделения 222-го отдельного моторизованного штурмового инженерно-сапёрного батальона 20-й моторизованной штурмовой инженерно-сапёрной бригады 7-й армии Карельского фронта | сержант                                         | 02.05.1909 — 22.11.1985                    | [ БС 23 ] [ ГС 87 ] [ НЛ 75 ]   |
| 214   | Глазко́в Василий Егорович                                                                                        | 19.04.1945            | артиллерия   | наводчик орудия 369-го отдельного истребительно-противотанкового дивизиона 263-й стрелковой дивизии 43-й армии 3-го Белорусского фронта | сержант                                         | 13.01.1925 — 14.02.1987                    | [ БС 23 ] [ ГС 88 ] [ НЛ 76 ]   |
| 215   | Глазко́в Павел Петрович                                                                                          | 29.03.1942            | авиация      | командир эскадрильи 750-го дальнебомбардировочного авиационного полка 1-й ночной тяжёлой авиационной дивизии Далнебомбардировочной авиации | майор                                           | 28.12.1911 — 02.11.1977                    | [ БС 24 ] [ ГС 89 ] [ НЛ 77 ]   |
| 216   | Глазко́в Юрий Николаевич                                                                                         | 05.03.1977            | космонавт    | бортинженер космического корабля «Союз-24» и орбитальной станции «Салют-5» | полковник                                       | 02.10.1939 — 08.12.2008                    | ——                              |
| 217   | Гла́зов Иван Матвеевич                                                                                           | 19.08.1944            | авиация      | заместитель командира эскадрильи 17-го гвардейского авиационного полка 6-й гвардейской авиационной дивизии 1-го гвардейского авиационного корпуса Авиации дальнего действия | гвардии лейтенант                               | 01.08.1919 — 30.04.1945                    | [ БС 25 ] [ ГС 91 ] [ НЛ 78 ]   |
| 218   | Гла́зов Николай Елизарович                                                                                       | 01.05.1943            | авиация      | заместитель командира эскадрильи 31-го гвардейского истребительного авиационного полка 268-й истребительной авиационной дивизии 8-й воздушной армии Южного фронта | гвардии лейтенант                               | 14.12.1919 — 30.07.1943                    | [ БС 25 ] [ ГС 92 ] [ НЛ 79 ]   |
| 219   | Глазуно́в Василий Афанасьевич                                                                                    | 19.03.1944 06.04.1945 | генерал      | командир 4-го гвардейского стрелкового корпуса 8-й гвардейской армии 3-го Украинского фронта командир 4-го гвардейского стрелкового корпуса 8-й гвардейской армии 1-го Белорусского фронта | гвардии генерал-майор гвардии генерал-лейтенант | 01.01.1896 — 27.06.1967                    | [ БС 25 ] [ ГС 93 ] [ НЛ 80 ]   |
| 220   | Глазуно́в Владимир Иванович                                                                                      | 13.09.1944            | пехота       | стрелок 105-го гвардейского стрелкового полка 34-й гвардейской стрелковой дивизии 46-й армии 3-го Украинского фронта | гвардии красноармеец                            | 04.07.1925 — 11.11.1992                    | [ БС 25 ] [ ГС 94 ] [ НЛ 81 ]   |
| 221   | Глазуно́в Григорий Иванович                                                                                      | 20.12.1943            | связисты     | начальник радиостанции 139-й гвардейской отдельной роты связи 92-й гвардейской стрелковой дивизии 37-й армии Степного фронта | гвардии старший сержант                         | 08.08.1918 — 19.04.1989                    | [ БС 26 ] [ ГС 95 ] [ НЛ 82 ]   |
| 222   | Глазуно́в Пётр Алексеевич бел. Глазуноў Пётр Аляксеевіч                                                          | 23.02.1945            | авиация      | заместитель командира 955-го штурмового авиационного полка 305-й штурмовой авиационной дивизии 14-й воздушной армии 3-го Прибалтийского фронта | капитан                                         | 20.02.1920 — 08.03.1992                    | [ БС 27 ] [ ГС 96 ] [ НЛ 83 ]   |
| 223   | Глазы́кин Николай Георгиевич                                                                                     | 29.08.1939            | авиация      | командир 22-го истребительного авиационного полка 1-й армейской группы | майор                                           | 18.12.1910 — 22.06.1939                    | ——                              |
| 224   | Гласко́ Евгений Юлианович                                                                                        | 29.06.1945            | пехота       | корпусной инженер 8-го гвардейского стрелкового корпуса 11-й гвардейской армии 3-го Белорусского фронта | гвардии подполковник                            | 08.09.1915 — 30.10.1996                    | [ БС 27 ] [ ГС 98 ] [ НЛ 84 ]   |
| 225   | Гле́бов Виктор Сергеевич                                                                                         | 29.05.1945            | генерал      | командир 27-й гвардейской стрелковой дивизии 8-й гвардейской армии 1-го Белорусского фронта | гвардии генерал-майор                           | 22.12.1906 — 30.09.1985                    | [ БС 27 ] [ ГС 99 ] [ НЛ 85 ]   |
| 226   | Гле́бов Георгий Ильич                                                                                            | 20.12.1943            | артиллерия   | командир дивизиона 5-го гвардейского воздушно-десантного артиллерийского полка 10-й гвардейской воздушно-десантной дивизии 37-й армии Степного фронта | гвардии капитан                                 | 22.04.1913 — 30.06.2013                    | [ БС 27 ] [ ГС 100 ] [ НЛ 86 ]  |
| 227   | Гле́бов Леонид Иванович                                                                                          | 17.10.1943            | пехота       | начальник штаба 989-го стрелкового полка 226-й стрелковой дивизии 60-й армии Центрального фронта | капитан                                         | 20.09.1913 — 26.09.1943                    | [ БС 27 ] [ ГС 101 ] [ НЛ 87 ]  |
| 228   | Гле́бов Михаил Максимович                                                                                        | 18.08.1945            | авиация      | заместитель командира эскадрильи 11-го отдельного разведывательного авиационного полка 3-й воздушной армии 1-го Прибалтийского фронта | капитан                                         | 24.07.1921 — 31.03.2003                    | [ БС 28 ] [ ГС 102 ] [ НЛ 88 ]  |
| 229   | Глибко́ Юрий Киприянович укр. Глібко Юрій Киприянович                                                            | 17.05.1944            | пехота       | командир 932-го стрелкового полка 252-й стрелковой дивизии 53-й армии Степного фронта | майор                                           | 10.01.1914 — 31.12.1943                    | [ БС 29 ] [ ГС 103 ] [ НЛ 89 ]  |
| 230   | Гли́нин Фёдор Филиппович                                                                                         | 24.03.1945            | пехота       | заместитель по строевой части командира батальона 176-го гвардейского стрелкового полка 59-й гвардейской стрелковой дивизии 46-й армии 2-го Украинского фронта | гвардии капитан                                 | 01.03.1922 — 24.06.1960                    | [ БС 29 ] [ ГС 104 ] [ НЛ 90 ]  |
| 231   | Гли́нка Борис Борисович укр. Глінка Борис Борисович                                                              | 24.05.1943            | авиация      | адъютант эскадрильи 45-го истребительного авиационного полка 216-й смешанной авиационной дивизии 4-й воздушной армии Северо-Кавказского фронта | лейтенант                                       | 27.09.1914 — 11.05.1967                    | [ БС 29 ] [ ГС 105 ] [ НЛ 91 ]  |
| 232   | Гли́нка Дмитрий Борисович укр. Глінка Дмитро Борисович                                                           | 21.04.1943 24.08.1943 | авиация      | начальник воздушно-стрелковой службы 45-го истребительного авиационного полка 216-й смешанной авиационной дивизии 4-й воздушной армии Северо-Кавказского фронта заместитель по воздушно-стрелковой службе командира 100-го гвардейского истребительного авиационного полка 9-й гвардейской истребительной авиационной дивизии 4-й воздушной армии Северо-Кавказского фронта | гвардии старший лейтенант гвардии капитан       | 10.12.1917 — 01.03.1979                    | [ БС 29 ] [ ГС 106 ] [ НЛ 92 ]  |
| 233   | Гли́нкин Сергей Григорьевич                                                                                      | 04.02.1944            | авиация      | командир звена 5-го гвардейского истребительного авиационного полка 11-й гвардейской истребительной авиационной дивизии 1-го гвардейского смешанного авиационного корпуса 17-й воздушной армии 3-го Украинского фронта | гвардии лейтенант                               | 02.10.1921 — 25.11.2003                    | [ БС 29 ] [ ГС 107 ] [ НЛ 93 ]  |
| 234   | Гли́нский Сергей Николаевич                                                                                      | 29.06.1945            | авиация      | командир эскадрильи 34-го гвардейского бомбардировочного авиационного полка 276-й бомбардировочной авиационной дивизии 1-й воздушной армии 3-го Белорусского фронта | гвардии майор                                   | 25.09.1913 — 02.06.1978                    | [ БС 29 ] [ ГС 108 ] [ НЛ 94 ]  |
| 235   | Гло́бин Николай Иванович укр. Глобін Микола Іванович                                                             | 29.06.1945            | авиация      | командир звена 525-го штурмового авиационного полка 227-й штурмовой авиационной дивизии 8-го штурмового авиационного корпуса 8-й воздушной армии 4-го Украинского фронта | старший лейтенант                               | 21.07.1920 — 26.06.1989                    | [ БС 30 ] [ ГС 109 ] [ НЛ 95 ]  |
| 236   | Гло́тов Николай Иванович                                                                                         | 27.06.1945            | авиация      | командир звена 129-го гвардейского истребительного авиационного полка 22-й гвардейской истребительной авиационной дивизии 6-го гвардейского истребительного авиационного корпуса 2-й воздушной армии 1-го Украинского фронта | гвардии младший лейтенант                       | 19.12.1919 — 15.04.1993                    | [ БС 31 ] [ ГС 110 ] [ НЛ 96 ]  |
| 237   | Глухи́х Иван Михайлович                                                                                          | 01.05.1943            | авиация      | штурман 271-го истребительного авиационного полка Калининского фронта | капитан                                         | 25.09.1916 — 08.05.1990                    | [ БС 31 ] [ ГС 111 ] [ НЛ 97 ]  |
| 238   | Глу́хов Дмитрий Андреевич                                                                                        | 22.01.1944            | морской флот | командир 1-го дивизиона сторожевых катеров Черноморского флота | капитан 3-го ранга                              | 07.11.1906 — 11.11.1943                    | ——                              |
| 239   | Глу́хов Иван Тихонович                                                                                           | 24.03.1945            | пехота       | старшина роты 848-го стрелкового полка 267-й стрелковой дивизии 51-й армии 4-го Украинского фронта | старшина                                        | 22.04.1912 — 04.06.1983                    | [ БС 31 ] [ ГС 113 ] [ НЛ 98 ]  |
| 240   | Глу́хов Фёдор Дмитриевич                                                                                         | 22.02.1944            | пехота       | командир пулемётного расчёта 184-го гвардейского стрелкового полка 62-й гвардейской стрелковой дивизии 37-й армии Степного фронта | гвардии сержант                                 | 1906 — 06.10.1943                          | [ БС 31 ] [ ГС 114 ] [ НЛ 99 ]  |
| 241   | Глушко́ Михаил Филиппович укр. Глушко Михайло Пилипович                                                          | 17.10.1943            | пехота       | командир взвода 574-го стрелкового полка 121-й стрелковой дивизии 60-й армии Центрального фронта | младший лейтенант                               | 29.05.1920 — 08.09.1943                    | [ БС 31 ] [ ГС 115 ] [ НЛ 100 ] |
| 242   | Глушко́в Иван Васильевич                                                                                         | 19.04.1945            | авиация      | командир эскадрильи 10-го отдельного разведывательного авиационного полка 1-й воздушной армии 3-го Белорусского фронта | майор                                           | 29.12.1918 — 26.12.1988                    | [ БС 32 ] [ ГС 116 ] [ НЛ 101 ] |
| 243   | Глушко́в Николай Николаевич                                                                                      | 18.09.1943            | авиация      | штурман воздушного корабля ТБ-3 4-го гвардейского авиационного полка 62-й авиационной дивизии 6-го авиационного корпуса Авиации дальнего действия | гвардии лейтенант                               | 26.12.1920 — 22.01.1992                    | [ БС 33 ] [ ГС 117 ] [ НЛ 102 ] |
| 244   | Глу́щенко Леонтий Петрович укр. Глущенко Леонтій Петрович                                                        | 18.09.1943            | авиация      | старший инструктор по радионавигации и заместитель старшего штурмана 3-й гвардейской авиационной дивизии 3-го гвардейского авиационного корпуса Авиации дальнего действия | гвардии капитан                                 | 30.10.1914 — 25.11.1985                    | [ БС 33 ] [ ГС 118 ] [ НЛ 103 ] |
| 245   | Глы́га Григорий Семёнович укр. Глыга Григорій Семенович                                                          | 27.06.1945            | авиация      | штурман 81-го гвардейского бомбардировочного авиационного полка 1-й гвардейской бомбардировочной авиационной дивизии 6-го гвардейского бомбардировочного авиационного корпуса 2-й воздушной армии 1-го Украинского фронта | гвардии майор                                   | 17.11.1913 — 10.03.1982                    | [ БС 33 ] [ ГС 119 ] [ НЛ 104 ] |
| 246   | Гнаро́вская Валерия Осиповна                                                                                     | 03.06.1944            | медики       | санинструктор 907-го стрелкового полка 244-й стрелковой дивизии 12-й армии Юго-Западного фронта | красноармеец                                    | 18.10.1923 — 23.09.1943                    | [ БС 33 ] [ ГС 120 ] [ НЛ 105 ] |
| 247   | Гнате́нко Григорий Иванович укр. Гнатенко Григорій Іванович                                                      | 22.01.1944            | морской флот | командир 6-го дивизиона сторожевых катеров Черноморского флота | капитан 3-го ранга                              | 23.01.1914 — 03.02.1986                    | ——                              |
| 248   | Гне́дин Виктор Александрович                                                                                     | 27.02.1945            | танкист      | командир танкового батальона 220-й отдельной танковой бригады 5-й ударной армии 1-го Белорусского фронта | майор                                           | 11.11.1914 — 30.03.1977                    | [ БС 33 ] [ ГС 122 ] [ НЛ 106 ] |
| 249   | Гнедо́й Александр Алексеевич укр. Гнідий Олександр Олексійович                                                   | 06.03.1945            | авиация      | командир эскадрильи 40-го авиационного полка пикирующих бомбардировщиков 13-й авиационной дивизии пикирующих бомбардировщиков ВВС Черноморского флота | капитан                                         | 22.11.1914 — 14.04.1983                    | [ БС 33 ] [ ГС 123 ] [ НЛ 107 ] |
| 250   | Гнезди́лов Иван Фёдорович                                                                                        | 19.08.1944            | авиация      | заместитель командира эскадрильи 153-го гвардейского истребительного авиационного полка 12-й гвардейской истребительной авиационной дивизии 1-го гвардейского штурмового авиационного корпуса 5-й воздушной армии 2-го Украинского фронта | гвардии старший лейтенант                       | 17.06.1922 — 14.01.1990                    | [ БС 34 ] [ ГС 124 ] [ НЛ 108 ] |
| 251   | Гне́чко Алексей Романович укр. Гнечко Олексій Романович                                                          | 08.09.1945            | генерал      | командующий Камчатским оборонительным районом 2-го Дальневосточного фронта | генерал-майор                                   | 23.02.1900 — 07.04.1980                    | [ БС 35 ] [ ГС 125 ] [ НЛ 109 ] |
| 252   | Гни́да Пётр Фёдорович укр. Гнида Петро Федорович                                                                 | 31.05.1945            | пехота       | командир роты 1054-го стрелкового полка 301-й стрелковой дивизии 9-го стрелкового корпуса 5-й ударной армии 1-го Белорусского фронта | старший лейтенант                               | 17.06.1918 — 12.10.1985                    | [ БС 35 ] [ ГС 126 ] [ НЛ 110 ] |
| 253   | Гни́даш Кузьма Савельевич (Гнедаш Кузьма Савельевич) укр. Гнідаш Кузьма Савелійович                              | 24.03.1945            | ГРУ          | командир оперативно-диверсионного центра разведывательного отдела штаба 1-го Белорусского фронта | майор                                           | 17.11.1914 — 19.06.1944                    | [ БС 35 ] [ ГС 127 ] [ НЛ 111 ] |

| Навигационная таблица | Навигационная таблица                |
| --------------------- | ------------------------------------ |
| «Г»                   | Габайдулин Геннадий — Гаркуша Кузьма |
| «Г»                   | Гаркуша Николай — Гнидаш Кузьма      |
| «Г»                   | Гнидо Пётр — Горбач Михаил           |
| «Г»                   | Горбач Феодосий — Грецкий Пётр       |
| «Г»                   | Гречаный Парфентий — Губанов Николай |
| «Г»                   | Губарев Алексей — Гущин Фёдор        |